# Инклинация
Инклинацията или наклон на орбитата е един от шестте орбитални параметри, описващи формата и ориентацията на орбитата на дадено небесно тяло. Тя представлява ъгловото разстояние между орбиталната равнина и изходната равнина (обикновено екватора на централното тяло или еклиптиката) в градуси.
В Слънчевата система инклинацията i на орбитата на дадена планета се определя като ъгъла между орбиталната равнина на планетата и еклиптиката (еклиптиката е орбиталната равнина на Земята). Тя може да се измерва и спрямо друга равнина, като например слънчевия екватор, или орбиталната равнина на Юпитер, но при наземни наблюдения еклиптиката е най-подходяща.
Инклинацията на орбитите на естествени или изкуствени спътници се измерва спрямо екваториалната равнина на тялото, около което те са на орбита (равнината, перпендикулярна на оста на въртене).
- инклинация от 0 градуса означава, че орбитата на тялото лежи в екваториалната равнина на централното тяло и че орбиталното движение на тялото съвпада по посока със собственото въртене на централното тяло.
- инклинация от 90 градуса означава, че тялото се намира в полярна (или геодезична) орбита.
- инклинация от 180 градуса означава, че орбитата на тялото лежи в екваториалната равнина, но движението му е ретроградно.

В случая на Луната, иклинацията ѝ спрямо земната екваториална равнина е нестабилна и подоложена на сравнително бърза по астрономически мащаби прецесия. Поради това наклонът на лунната орбита често се измерва към еклиптиката.
Инклинацията на далечни обекти като двойни звезди се дефинира като ъгъла между нормалата на орбиталната равнина и ориентацията на наблюдателя. Двойни звезди с инклинация, близка до 90 градуса, често се затъмняват една друга.

## Изчисления
В астродинамиката инклинацията {\displaystyle i\,} се изчислява по следния начин:
{\displaystyle i=arccos{h_{z} \over \left|\mathbf {h} \right|}\,}
където:
- {\displaystyle h_{z}\,} е z-компонента на {\displaystyle \mathbf {h} \,},
- {\displaystyle \mathbf {h} \,} е орбиталният вектор на момента, перпендикулярен на орбиталната равнина.